# 条叶垂头菊
条叶垂头菊（学名：Cremanthodium lineare）是菊科垂头菊属的植物，是中国的特有植物。分布于中国大陆的甘肃、青海、西藏等地，生长于海拔2,400米至4,800米的地区，一般生于沼泽草地、水边、高山草地和灌丛中，目前尚未由人工引种栽培。

## 异名
- Cremanthodium lineare Maxim. var. eligulatum Ling et S. W. Liu
- Cremanthodium lineare Maxim. var. roseum Hand.-Mazz.